# Самуэльсен, Бьёрт
Бьёрт Самуэльсен (фар. Bjørt Samuelsen; род. 2 марта 1965, Торсхавн) — фарерский политический деятель. Член левой партии «Республика». Председатель лёгтинга с 22 декабря 2022 года. Депутат лёгтинга с 2008 года. Министр промышленности и транспорта Фарерских островов (2008). 

## Биография
Родилась 2 марта 1965 года. Родители: Марин (урожденная Клементсен, Marin Clementsen) из Сандура и Хедин Самуэльсен (Heðin Samuelsen) из Торсхавна.
Училась на журналиста. Получила степень кандидата броматологии (cand.brom.).
Работала журналисткой, предпринимателем и преподавателем.

## Политическая карьера
Впервые избрана в лёгтинг на выборах 19 января 2008 года. 4 февраля назначена министром промышленности и транспорта в коалиционном правительстве под руководством Йоуаннеса Айдесгорда. 15 сентября «Республика» вышла из коалиции.
В 2008—2011 годах — член парламентских Комитета по промышленности и Комитета по правовым вопросам. В 2011——2015 годах — заместитель председателя Комитета по промышленности, член Комитета благосостояния.
С 2015 года — член Комитета по промышленности и Комитета по иностранным делам, член Северного совета. С 2017 года — председатель Комитета по промышленности.
На заседании 22 декабря 2022 года лёгтинга, избранного на выборах 8 декабря, Аксель Йоханнесен выдвинул кандидатуру Бьёрт Самуэльсен и она единогласно избрана новым председателем лёгтинга.

## Личная жизнь
Живёт в Торсхавне.
Муж — Петер Скоу Эстергор (Peter Skou Østergård) из Коллинга. Дети: Рагнхильд Петурсдоуттир Эстергор (Ragnhild Petursdóttir Østergård; род. 1994) и Торстайн Бьяртарсон Эстергор (Torstein Bjartarson Østergård; род. 1999)